# Antygenowość
Antygenowość – zdolność substancji do łączenia się ze swoistymi przeciwciałami. Jeżeli antygen nie wykazuje immunogenności a wykazuje antygenowość nazywany jest haptenem. Przeciwciała z którymi może łączyć się substancja mogą być zarówno receptorami limfocytów jak i wolnymi cząstkami.